# Hof te Zande

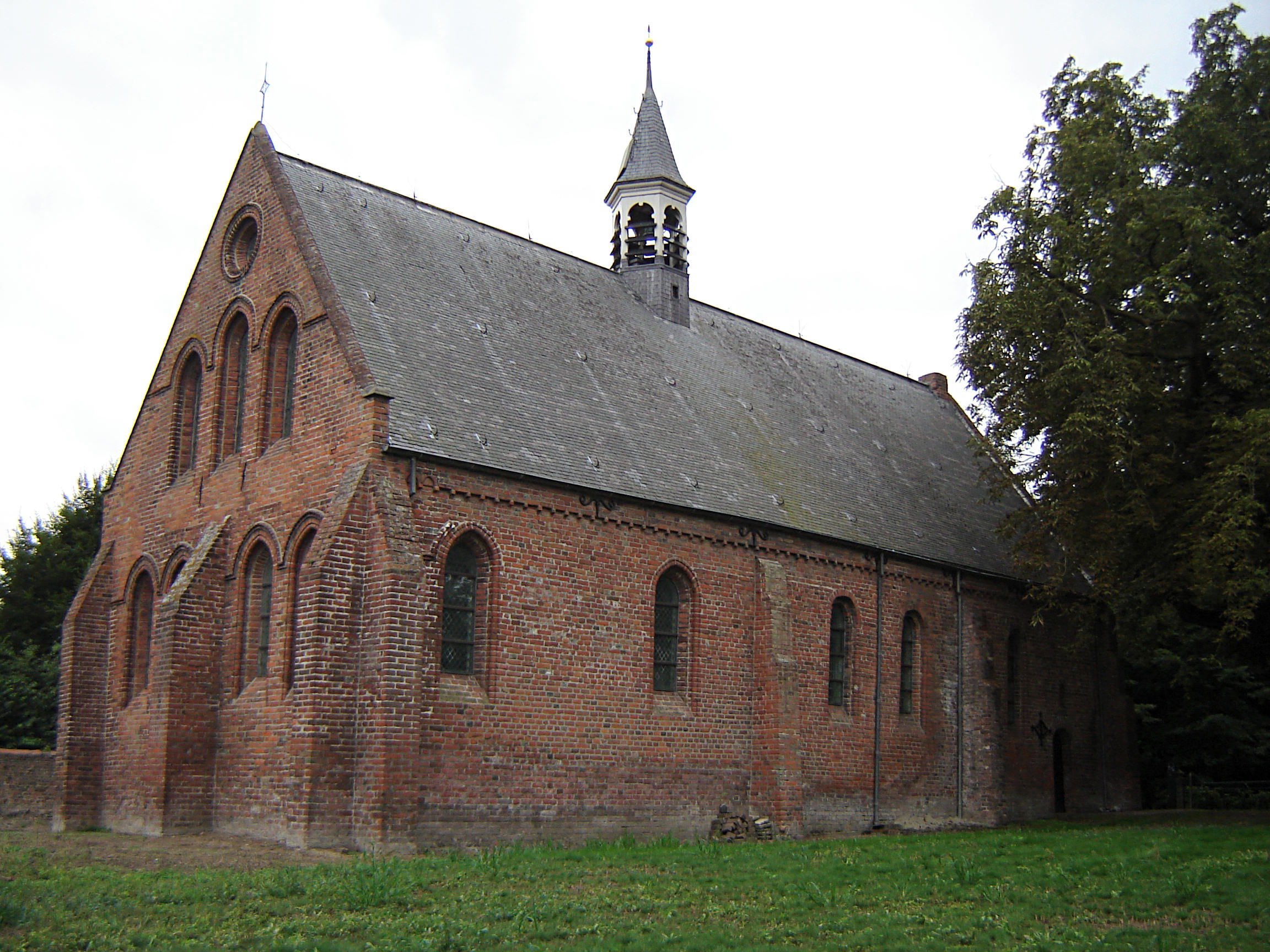
Hof te Zande, kerk

Hof te Zande was een uithof van de Cisterciënzer Abdij Ten Duinen, gevestigd nabij het huidige Kloosterzande.

## Geschiedenis
Nadat de Abdij Ten Duinen in 1196 het eigendomsrecht had verworven van de schorren in de wijde omgeving, begonnen de monniken het gebied in te polderen. Daarbij ontstond het poldercomplex: Polders van Hontenisse en Ossenisse.
Reeds in 1170 was er sprake van de Zandpolder en in deze polder werd het Hof te Zande gebouwd. De uithof werd in 1348 nog verwoest door de Gentenaren, maar weer opgebouwd. Tijdens het begin van de Tachtigjarige Oorlog werden de gebouwen verwoest.
In 1582 echter deden een aantal leden van de Staten van Vlaanderen het voorstel om deze goederen te doen toekomen aan Willem van Oranje, die veel van zijn bezit was kwijtgeraakt om de oorlog te financieren, dan wel door confiscatie. Aldus werd een akte van gifte, cessie en opdraght uitgegeven, waarin de Statenleden de Prins hoogheleijck bedanken voor de vrome, getrouwe en geduerighe dienst bij hem den Lande gedaan. Vlaanderen kende toen namelijk een calvinistisch bestuur.
Ondertussen kwam van die schenking niets terecht, want het Land van Hulst bleef tot 1645 in handen van de Spaansgezinden. In 1609 besloot men om het kerkje weer te herbouwen. De oostgevel bleef in zijn oorspronkelijke vorm, en de overige delen werden opgebouwd uit het puin van de gebouwen van de uithof.
Uiteindelijk werd de bovengenoemde schenking pas effectief nadat Hulst in 1645 door de Staatse troepen was ingenomen. In 1646 kwamen de goederen van de Abdij Ten Duinen aan de Prins van Oranje. Na de dood van Willem III in 1702 echter, kwamen de goederen aan de Raad der Domeinen te Den Haag, om in 1732 weer aan de Prins van Oranje te komen. In 1822 kwam het bezit aan Koning Willem I, die het in 1826 overmaakte aan de Algemeene Nederlandsche Maatschappij ter Begunstiging van de Volksvlijt. Deze Maatschappij kwam bij de Belgische Revolutie (1830) in Belgische handen. Bij verdrag van 1842 kwamen de goederen aan Koning Willem II die ze in 1848 terugschonk aan de Staat, doch de inkomsten ervan zouden aan de Kroon komen. Aldus werd het een Kroondomein, beheerd door telgen uit het Huis Collot d'Escury. Sedert 1973 kwam het goed bij de Dienst der Domeinen.

## Kerk
Van de gebouwen rest slechts het kerkje, dat sinds 1648 in handen van de Hervormden is. In 1922, toen het kerkje in zeer slechte staat was, werd een restauratie uitgevoerd. Daarbij werden in de omgeving van het kerkje tal van gangen, keldergewesten en puinresten aangetroffen, waaruit men de conclusie trok dat er in de omgeving veel gebouwen moeten hebben gestaan.
Het koor heeft nog delen uit 1275. Het schip heeft een driezijdig gesloten kapel aan de zuidzijde, die nu als consistoriekamer in gebruik is. Het interieur kent een wapenbord uit 1793 en een orgel, waarvan de kas stamt uit 1842 en welke vervaardigd is door Mennes & Preuninger. Ook is er een preekstoel die stamt uit het midden van de 17e eeuw.
Het kerkje bevindt zich in een parkachtig gebiedje ten zuiden van Kloosterzande.